# (8241) Agrius
(8241) Agrius (1973 SE1) – planetoida z grupy trojańczyków okrążająca Słońce w ciągu 11,59 lat w średniej odległości 5,12 au. Odkryta 19 września 1973 roku.